# 北海道道440号西带广停车场线
北海道道440号西带广停车场线（日语：北海道道440号西帯広停車場線）是一条位于北海道十胜综合振兴局管内带广市的普通道级道路（北海道道）。

## 道路概况
- 起点：北海道带广市西二十三条南1丁目（JR北海道西带广站）
- 終点：北海道带广市西二十三条北1丁目
- 总距离：0.2千米

## 经过的自治体
- 十勝综合振兴局
  - 带广市

## 主要连接道路
- 国道38号（终点）

## 历史
- 1962年（昭和37年）8月1日 - 路線勘定（北海道告示第1731号）